# Love Trip/Shiawase o wakenasai
„LOVE TRIP/Shiawase o wakenasai” (jap. LOVE TRIP/しあわせを分けなさい) – czterdziesty piąty singel japońskiego zespołu AKB48, wydany w Japonii 31 sierpnia 2016 roku przez You! Be Cool.
Singel został wydany w jedenastu edycjach: pięciu regularnych i pięciu limitowanych (Type A, Type B, Type C, Type D, Type E) oraz „teatralnej” (CD). Osiągnął 1 pozycję w rankingu Oricon i pozostał na liście przez 26 tygodni. Singel zdobył status płyty Milion.

## Lista utworów
Wszystkie utwory zostały napisane przez Yasushiego Akimoto.

### Type A
| CD | CD                                                                  | CD               | CD                   | CD      |
| Nr | Tytuł utworu                                                        | Kompozycja       | Aranżacja            | Długość |
| -- | ------------------------------------------------------------------- | ---------------- | -------------------- | ------- |
| 1. | „LOVE TRIP”                                                         | Haruyuki         | Hiroshi Sasaki       | 5:50    |
| 2. | „Shiawase o wakenasai” (jap. しあわせを分けなさい)                  | Michihiko Yanai  | Yūichi "Masa" Nonaka | 4:54    |
| 3. | „Hikari to kage no hibi” (jap. 光と影の日々)                        | Shūtarō Katagiri | Kaoru Ōtsuka         | 4:27    |
| 4. | „Densetsu no sakana” (jap. 伝説の魚) (wyk. Under Girls)             | Motoi Okuda      | Motoi Okuda          | 4:19    |
| 5. | „LOVE TRIP” (off vocal ver.)                                        | Haruyuki         | Hiroshi Sasaki       | 5:50    |
| 6. | „Shiawase o wakenasai” (jap. しあわせを分けなさい) (off vocal ver.) | Michihiko Yanai  | Yūichi "Masa" Nonaka | 4:54    |
| 7. | „Hikari to kage no hibi” (jap. 光と影の日々) (off vocal ver.)       | Shūtarō Katagiri | Kaoru Ōtsuka         | 4:27    |
| 8. | „Densetsu no sakana” (jap. 伝説の魚) (off vocal ver.)               | Motoi Okuda      | Motoi Okuda          | 4:19    |

| DVD | DVD                                                              | DVD     |
| Nr  | Tytuł utworu                                                     | Długość |
| --- | ---------------------------------------------------------------- | ------- |
| 1.  | „LOVE TRIP” (Music Video)                                        | 8:13    |
| 2.  | „Shiawase o wakenasai” (jap. しあわせを分けなさい) (Music Video) | 5:06    |
| 3.  | „Hikari to kage no hibi” (jap. 光と影の日々) (Music Video)       | 7:55    |
| 4.  | „Densetsu no sakana” (jap. 伝説の魚) (Music Video)               | 4:23    |

### Type B
| CD | CD                                                                  | CD               | CD                   | CD      |
| Nr | Tytuł utworu                                                        | Kompozycja       | Aranżacja            | Długość |
| -- | ------------------------------------------------------------------- | ---------------- | -------------------- | ------- |
| 1. | „LOVE TRIP”                                                         | Haruyuki         | Hiroshi Sasaki       | 5:50    |
| 2. | „Shiawase o wakenasai” (jap. しあわせを分けなさい)                  | Michihiko Yanai  | Yūichi "Masa" Nonaka | 4:54    |
| 3. | „Hikari to kage no hibi” (jap. 光と影の日々)                        | Shūtarō Katagiri | Kaoru Ōtsuka         | 4:27    |
| 4. | „Shinka shitenē jan” (jap. 進化してねえじゃん) (wyk. Next Girls)    | Akira Sunset     | Yūsuke Itagaki       | 3:45    |
| 5. | „LOVE TRIP” (off vocal ver.)                                        | Haruyuki         | Hiroshi Sasaki       | 5:50    |
| 6. | „Shiawase o wakenasai” (jap. しあわせを分けなさい) (off vocal ver.) | Michihiko Yanai  | Yūichi "Masa" Nonaka | 4:54    |
| 7. | „Hikari to kage no hibi” (jap. 光と影の日々) (off vocal ver.)       | Shūtarō Katagiri | Kaoru Ōtsuka         | 4:27    |
| 8. | „Shinka shitenē jan” (jap. 進化してねえじゃん) (off vocal ver.)     | Akira Sunset     | Yūsuke Itagaki       | 3:45    |

| DVD | DVD                                                              | DVD     |
| Nr  | Tytuł utworu                                                     | Długość |
| --- | ---------------------------------------------------------------- | ------- |
| 1.  | „LOVE TRIP” (Music Video)                                        | 8:13    |
| 2.  | „Shiawase o wakenasai” (jap. しあわせを分けなさい) (Music Video) | 5:06    |
| 3.  | „Hikari to kage no hibi” (jap. 光と影の日々) (Music Video)       | 7:55    |
| 4.  | „Shinka shitenē jan” (jap. 進化してねえじゃん) (Music Video)     | 3:53    |

### Type C
| CD | CD                                                                    | CD               | CD                   | CD      |
| Nr | Tytuł utworu                                                          | Kompozycja       | Aranżacja            | Długość |
| -- | --------------------------------------------------------------------- | ---------------- | -------------------- | ------- |
| 1. | „LOVE TRIP”                                                           | Haruyuki         | Hiroshi Sasaki       | 5:50    |
| 2. | „Shiawase o wakenasai” (jap. しあわせを分けなさい)                    | Michihiko Yanai  | Yūichi "Masa" Nonaka | 4:54    |
| 3. | „Hikari to kage no hibi” (jap. 光と影の日々)                          | Shūtarō Katagiri | Kaoru Ōtsuka         | 4:27    |
| 4. | „Kishi ga mieru umi kara” (jap. 岸が見える海から) (wyk. Future Girls) | Takashi Fukuda   | Makoto Wakatabe      | 5:13    |
| 5. | „LOVE TRIP” (off vocal ver.)                                          | Haruyuki         | Hiroshi Sasaki       | 5:50    |
| 6. | „Shiawase o wakenasai” (jap. しあわせを分けなさい) (off vocal ver.)   | Michihiko Yanai  | Yūichi "Masa" Nonaka | 4:54    |
| 7. | „Hikari to kage no hibi” (jap. 光と影の日々) (off vocal ver.)         | Shūtarō Katagiri | Kaoru Ōtsuka         | 4:27    |
| 8. | „Kishi ga mieru umi kara” (jap. 岸が見える海から) (off vocal ver.)    | Takashi Fukuda   | Makoto Wakatabe      | 5:13    |

| DVD | DVD                                                              | DVD     |
| Nr  | Tytuł utworu                                                     | Długość |
| --- | ---------------------------------------------------------------- | ------- |
| 1.  | „LOVE TRIP” (Music Video)                                        | 8:13    |
| 2.  | „Shiawase o wakenasai” (jap. しあわせを分けなさい) (Music Video) | 5:06    |
| 3.  | „Hikari to kage no hibi” (jap. 光と影の日々) (Music Video)       | 7:55    |
| 4.  | „Kishi ga mieru umi kara” (jap. 岸が見える海から) (Music Video)  | 5:22    |

### Type D
| CD | CD                                                                       | CD               | CD                   | CD      |
| Nr | Tytuł utworu                                                             | Kompozycja       | Aranżacja            | Długość |
| -- | ------------------------------------------------------------------------ | ---------------- | -------------------- | ------- |
| 1. | „LOVE TRIP”                                                              | Haruyuki         | Hiroshi Sasaki       | 5:50    |
| 2. | „Shiawase o wakenasai” (jap. しあわせを分けなさい)                       | Michihiko Yanai  | Yūichi "Masa" Nonaka | 4:54    |
| 3. | „Hikari to kage no hibi” (jap. 光と影の日々)                             | Shūtarō Katagiri | Kaoru Ōtsuka         | 4:27    |
| 4. | „2016-nen no Invitation” (jap. 2016年のInvitation) (wyk. Upcoming Girls) | Noboru Takahashi | Yūichi "Masa" Nonaka | 4:19    |
| 5. | „LOVE TRIP” (off vocal ver.)                                             | Haruyuki         | Hiroshi Sasaki       | 5:50    |
| 6. | „Shiawase o wakenasai” (jap. しあわせを分けなさい) (off vocal ver.)      | Michihiko Yanai  | Yūichi "Masa" Nonaka | 4:54    |
| 7. | „Hikari to kage no hibi” (jap. 光と影の日々) (off vocal ver.)            | Shūtarō Katagiri | Kaoru Ōtsuka         | 4:27    |
| 8. | „2016-nen no Invitation” (jap. 2016年のInvitation) (off vocal ver.)      | Noboru Takahashi | Yūichi "Masa" Nonaka | 4:19    |

| DVD | DVD                                                              | DVD     |
| Nr  | Tytuł utworu                                                     | Długość |
| --- | ---------------------------------------------------------------- | ------- |
| 1.  | „LOVE TRIP” (Music Video)                                        | 8:13    |
| 2.  | „Shiawase o wakenasai” (jap. しあわせを分けなさい) (Music Video) | 5:06    |
| 3.  | „Hikari to kage no hibi” (jap. 光と影の日々) (Music Video)       | 7:55    |
| 4.  | „2016-nen no Invitation” (jap. 2016年のInvitation) (Music Video) | 4:19    |

### Type E
| CD | CD                                                                  | CD               | CD                   | CD      |
| Nr | Tytuł utworu                                                        | Kompozycja       | Aranżacja            | Długość |
| -- | ------------------------------------------------------------------- | ---------------- | -------------------- | ------- |
| 1. | „LOVE TRIP”                                                         | Haruyuki         | Hiroshi Sasaki       | 5:50    |
| 2. | „Shiawase o wakenasai” (jap. しあわせを分けなさい)                  | Michihiko Yanai  | Yūichi "Masa" Nonaka | 4:54    |
| 3. | „Hikari to kage no hibi” (jap. 光と影の日々)                        | Shūtarō Katagiri | Kaoru Ōtsuka         | 4:27    |
| 4. | „Hikari no naka e” (jap. 光の中へ) (wyk. Baito AKB Paruru Senbatsu) | Rikiya Adachi    | Hiroshi Sasaki       | 4:50    |
| 5. | „LOVE TRIP” (off vocal ver.)                                        | Haruyuki         | Hiroshi Sasaki       | 5:50    |
| 6. | „Shiawase o wakenasai” (jap. しあわせを分けなさい) (off vocal ver.) | Michihiko Yanai  | Yūichi "Masa" Nonaka | 4:54    |
| 7. | „Hikari to kage no hibi” (jap. 光と影の日々) (off vocal ver.)       | Shūtarō Katagiri | Kaoru Ōtsuka         | 4:27    |
| 8. | „Hikari no naka e” (jap. 光の中へ) (off vocal ver.)                 | Rikiya Adachi    | Hiroshi Sasaki       | 4:50    |

| DVD | DVD                                                                                     | DVD     |
| Nr  | Tytuł utworu                                                                            | Długość |
| --- | --------------------------------------------------------------------------------------- | ------- |
| 1.  | „LOVE TRIP” (Music Video)                                                               | 8:13    |
| 2.  | „Shiawase o wakenasai” (jap. しあわせを分けなさい) (Music Video)                        | 5:06    |
| 3.  | „Hikari to kage no hibi” (jap. 光と影の日々) (Music Video)                              | 7:55    |
| 4.  | „Hikari no naka e” (jap. 光の中へ) (Music Video)                                        | 5:08    |
| 5.  | „Shiawase o wakenasai <Long ver.>” (jap. しあわせを分けなさい<Long ver.>) (Music Video) | 29:30   |

### Wer. teatralna
| CD | CD                                                                  | CD               | CD                   | CD      |
| Nr | Tytuł utworu                                                        | Kompozycja       | Aranżacja            | Długość |
| -- | ------------------------------------------------------------------- | ---------------- | -------------------- | ------- |
| 1. | „LOVE TRIP”                                                         | Haruyuki         | Hiroshi Sasaki       | 5:50    |
| 2. | „Shiawase o wakenasai” (jap. しあわせを分けなさい)                  | Michihiko Yanai  | Yūichi "Masa" Nonaka | 4:54    |
| 3. | „Hikari to kage no hibi” (jap. 光と影の日々)                        | Shūtarō Katagiri | Kaoru Ōtsuka         | 4:27    |
| 4. | „BLACK FLOWER”                                                      | Makiko Hattori   | Jun Miyajima         | 3:20    |
| 5. | „LOVE TRIP” (off vocal ver.)                                        | Haruyuki         | Hiroshi Sasaki       | 5:50    |
| 6. | „Shiawase o wakenasai” (jap. しあわせを分けなさい) (off vocal ver.) | Michihiko Yanai  | Yūichi "Masa" Nonaka | 4:54    |
| 7. | „Hikari to kage no hibi” (jap. 光と影の日々) (off vocal ver.)       | Shūtarō Katagiri | Kaoru Ōtsuka         | 4:27    |
| 8. | „BLACK FLOWER” (off vocal ver.)                                     | Makiko Hattori   | Jun Miyajima         | 3:20    |

## Skład zespołu
Członkinie, które wzięły udział w nagraniu singla, zostały wybrane w drodze głosowania:
| „LOVE TRIP” i „Shiawase o wakenasai” |
| --- |
| - AKB48 Team A: Haruna Kojima (8.), Yui Yokoyama (11.), Haruka Shimazaki (16.) - AKB48 Team K: Tomu Mutō (10.), Mion Mukaichi (13.) - AKB48 Team B: Mayu Watanabe (2.) - AKB48 Team B / NGT48 Team NIII: Yuki Kashiwagi (5.) - AKB48 Team 4: Nana Okada (14.), Juri Takahashi (15.) - SKE48 Team S: Jurina Matsui (3.) - SKE48 Team E: Akari Suda (7.) - NMB48 Team N: Sayaka Yamamoto (4.) - HKT48 Team H: Rino Sashihara (środek, 1.) - HKT48 Team H / AKB48 Team K: Haruka Kodama (9.) - HKT48 Team KIV / AKB48 Team A: Sakura Miyawaki (6.) - NGT48 Team NIII: Rie Kitahara (12.) |

| „Hikari to kage no hibi” |
| --- |
| - AKB48 Team A: Anna Iriyama, Yui Yokoyama (środek) - AKB48 Team B: Mayu Watanabe - AKB48 Team B / NGT48 Team NIII: Yuki Kashiwagi - SKE48 Team S: Jurina Matsui - SKE48 Team S / AKB48 Team 4: Ryōha Kitagawa - SKE48 Team KII: Akane Takayanagi - NMB48 Team N: Sayaka Yamamoto (środek) - NMB48 Team M: Fūko Yagura - NMB48 Team M / AKB48 Team A: Miru Shiroma - HKT48 Team H: Rino Sashihara - HKT48 Team H / AKB48 Team K: Haruka Kodama - HKT48 Team KIV / AKB48 Team A: Sakura Miyawaki - NGT48 Team NIII: Rie Kitahara, Minami Katō, Moeka Takakura |

| „Densetsu no sakana” |
| --- |
| - AKB48 Team A: Anna Iriyama (18.) - AKB48 Team K: Minami Minegishi (środek, 17.) - AKB48 Team B: Rena Katō (26.), Ryōka Ōshima (32.) - AKB48 Team 4: Mako Kojima (19.), Haruka Komiyama (21.), Saya Kawamoto (27.) - SKE48 Team KII: Akane Takayanagi (20.), Mina Ōba (22.), Nao Furuhata (29.), Sarina Sōda (30.), Saki Takeuchi (31.) - NMB48 Team M: Ayaka Okita (25.) - NMB48 Team M / AKB48 Team A: Miru Shiroma (24.) - HKT48 Team H / AKB48 Team B: Nako Yabuki (28.) - HKT48 KIV / AKB48 Team 4: Mio Tomonaga (23.) |

| „Shinka shitenē jan” |
| --- |
| - AKB48 Team A: Yukari Sasaki (38.) - AKB48 Team K: Shinobu Mogi (47.) - AKB48 Team B: Yuria Kizaki (37.) - AKB48 Team 8: Narumi Kuranoo (34.) - SKE48 Team KII: Yūna Ego (35.) - NMB48 Team N: Ririka Sutō (44.) - NMB48 Team M: Fūko Yagura (środek, 33.), Reina Fujie (41.) - NMB48 Team BII: Shū Yabushita (39.) - HKT48 Team H: Meru Tajima (43.), Miku Tanaka (45.), Natsumi Matsuoka (46.), Yuriya Inoue (48.) - HKT48 Team KIV: Aoi Motomura (36.), Mai Fuchigami (40.), Asuka Tomiyoshi (42.) |

| „Kishi ga mieru umi kara” |
| --- |
| - AKB48 Team A: Nana Ōwada (62.) - AKB48 Team 4: Saho Iwatate (51.), Ayaka Okada (57.), Miki Nishino (61.) - SKE48 Team S: Haruka Futamura (środek, 49.), Mai Takeuchi (54.) - SKE48 Team S / AKB48 Team 4: Ryōha Kitagawa (64.) - SKE48 Team E: Marika Tani (55.), Mei Sakai (63.) - NMB48 Team N: Yūri Ōta (52.) - NMB48 Team BII / AKB48 Team 4: Nagisa Shibuya (56.) - HKT48 Team H: Yui Kōjina (53.), Riko Sakaguchi (59.), Hiroka Komada (60.) - HKT48 Team KIV: Madoka Moriyasu (50.), Nao Ueki (58.) |

| „2016-nen no Invitation” |
| --- |
| - AKB48 Team A: Megu Taniguchi (69.), Miho Miyazaki (78.) - AKB48 Team 4: Miyū Ōmori (73.) - AKB48 Team 8 / Team B: Nagisa Sakaguchi (70.) - SKE48 Team S: Ami Miyamae (środek, 65.), Suzuran Yamauchi (71.) - SKE48 Team KII: Yuzuki Hidaka (79.) - SKE48 Team E: Haruka Kumazaki (67.), Kanon Kimoto (68.), Natsuki Kamata (74.), Sumire Satō (75.) - NMB48 Team N: Rika Kishino (66.), Akari Yoshida (77.) - HKT48 Team H: Yuka Akiyoshi (72.) - HKT48 Team KIV: Anna Murashige (80.) - NGT48 Team NIII: Minami Katō (76.) |

| „Hikari no naka e”                                                                   |
| ------------------------------------------------------------------------------------ |
| - AKB48 Team A: Haruka Shimazaki (środek) - Baito AKB: Fuyuka Shigefuji, Yūka Hinode |

| „BLACK FLOWER” |
| --- |
| - AKB48 Team A: Anna Iriyama, Yui Yokoyama - AKB48 Team K: Mion Mukaichi - AKB48 Team B: Mayu Watanabe, Yuria Kizaki, Rena Katō - NGT48 Team NIII / AKB48 Team B: Yuki Kashiwagi - SKE48 Team S: Jurina Matsui - HKT48 Team KIV / AKB48 Team A: Sakura Miyawaki |

## Notowania
| Lista                             | Pozycja                                     |
| --------------------------------- | ------------------------------------------- |
| Oricon Weekly Singles Chart       | 1                                           |
| Oricon Yearly Singles Chart       | 3                                           |
| Billboard Japan Hot 100           | 1 („LOVE TRIP”) 29 („Shiawase o wakenasai”) |
| Billboard Japan Hot Singles Sales | 1                                           |

## Sprzedaż
| Dane wg         | Sprzedaż   |
| --------------- | ---------- |
| Oricon          | 1 217 750  |
| Billboard Japan | 1 412 112+ |

## Wersja JKT48
Grupa JKT48 wydała własną wersję piosenki Love Trip jako czternasty singel. Ukazał się 21 września 2016 roku w dwóch edycjach: regularnej (CD+DVD) i „Music Download Card”.

### Lista utworów
Wer. regularna
| CD  |                                                                                    |                                                                                    |      |
| Nr  | Tytuł                                                                              | Oryginalna piosenka                                                                | Czas |
| 1.  | „LOVE TRIP”                                                                        | „LOVE TRIP”                                                                        |      |
| 2.  | „Pioneer”                                                                          | „Pioneer” (Team A 6th Stage)                                                       |      |
| 3.  | „How Come?”                                                                        | „How come?”                                                                        |      |
| 4.  | „Tetaplah Ada di Langit Biru -Aozora no Soba ni Ite-”                              | „Aozora no soba ni ite”                                                            |      |
| 5.  | „LOVE TRIP” (English Version)                                                      | „LOVE TRIP”                                                                        |      |
| DVD |                                                                                    |                                                                                    |      |
| Nr  | Tytuł                                                                              | Tytuł                                                                              | Czas |
| 1.  | „LOVE TRIP” (Music Video)                                                          | „LOVE TRIP” (Music Video)                                                          |      |
| 2.  | „LOVE TRIP” (Music Video Behind The Scenes -JKT48 Janken Competition 2016 Digest-) | „LOVE TRIP” (Music Video Behind The Scenes -JKT48 Janken Competition 2016 Digest-) |      |

Wer. „Music Download Card”
| Nr | Tytuł                         | Oryginalna piosenka | Czas |
| -- | ----------------------------- | ------------------- | ---- |
| 1. | „LOVE TRIP”                   | „LOVE TRIP”         |      |
| 2. | „LOVE TRIP” (English Version) | „LOVE TRIP”         |      |